# 慈光寺 (宇都宮市)
慈光寺（じこうじ）は、栃木県宇都宮市にある浄土宗の寺院である。桜の名所でもあり、宇都宮市で最も早く咲くといわれる樹齢150年越えのヒガンザクラの木がある。

## 歴史
永正13年 （1516年）に、下野国の戦国大名であり下野宇都宮氏第17代当主である宇都宮成綱が、鬼門の鎮護を目論み開基した。慈光寺は宇都宮氏の本拠である宇都宮城から北東（鬼門）の方角に位置しており、鬼門除けの役割を果たしていたという。
安永7年（1778年）に枝源五郎という人物が町民から資金を集め、朱塗りの赤門が作られた。赤門は寺のシンボルであったが、第二次世界大戦の時に空襲で焼失した。現在の赤門は平成20年（2008年）に復興されたものである。

## 文化財
- 木造阿弥陀如来坐像（市指定有形文化財）
- ヒガンザクラ（市指定天然記念物）

## 交通アクセス
- JR宇都宮駅から駒生営業所行き・細谷車庫行き路線バスに乗車し、「馬場町」で下車し徒歩5分。
- JR宇都宮駅から市内循環バスきぶなで、「慈光寺前」で下車し徒歩1分。